# 莱奥波尔迪纳移民镇
莱奥波尔迪纳移民镇是巴西阿拉戈斯州的一个市镇。总面积295.7平方公里，总人口17880人，人口密度60.5人/平方公里。